# Thyroproctus chinchonianus
Thyroproctus chinchonianus är en mångfotingart som beskrevs av Chamberlin 1918. Thyroproctus chinchonianus ingår i släktet Thyroproctus och familjen Rhinocricidae. Inga underarter finns listade i Catalogue of Life.